# Lijst van beelden in Gouda
Dit is een (onvolledige) chronologische lijst van beelden in Gouda. Onder een beeld wordt hier verstaan elk driedimensionaal kunstwerk in de openbare ruimte van de Nederlandse gemeente Gouda, waarbij beeld wordt gebruikt als verzamelbegrip voor sculpturen, standbeelden, installaties, gedenktekens en overige beeldhouwwerken.
Elf van de onderstaand beelden maken deel uit van de - in de jaren negentig van de 20e eeuw gerealiseerde - beeldenroute langs de singels van de stad.
Voor een volledig overzicht van de beschikbare afbeeldingen zie: Beelden in Gouda op Wikimedia Commons.
| Geplaatst                                  | Omschrijving                                                         | Kunstenaar                                                    | Straat | Materiaal                       | Afbeelding        |
| ------------------------------------------ | -------------------------------------------------------------------- | ------------------------------------------------------------- | --- | ------------------------------- | ----------------- |
| 1602/1603                                  | Zakkendragers                                                        | Gregorius Cool                                                | bordes stadhuis | Bremer zandsteen                |                   |
| 1603                                       | Gevelreliëf van het weeshuis                                         | Gregorius Cool                                                | Achter de kerk, Museumtuin | steen                           |                   |
| 1603                                       | Gevelreliëf van de Looihal                                           | Gregorius Cool (?)                                            | In het Lazaruspoortje | steen                           |                   |
| 1609                                       | Gelijkenis van de rijke man en de arme Lazarus                       | Gregorius Cool                                                | Achter de Kerk - Lazaruspoortje                                                                                                   | zandsteen                       |                   |
| 1613                                       | Springend hert                                                       | onbekend                                                      | Achter de kerk, Museumtuin | steen                           |                   |
| 1614                                       | Toegangspoort tot het Willem Vroesenhuis                             | Gregorius Cool                                                | Spieringstraat |                                 |                   |
| 1614                                       | Valk                                                                 | onbekend                                                      | Achter de kerk, Museumtuin | steen                           |                   |
| 1616                                       | Het offer van Abraham                                                | onbekend                                                      | Achter de kerk, Museumtuin | steen                           |                   |
| 1622                                       | Godts milde handt                                                    | onbekend                                                      | Achter de kerk, Museumtuin | steen                           |                   |
| 1631                                       | Geloof, hoop en liefde                                               | onbekend                                                      | Molenwerf | steen                           |                   |
| 1634 ?                                     | Familiwapen Schoonhovius (Schoonhoven)                               | onbekend                                                      | Westhaven 40 | steen (gepolychromeerd)         |                   |
| 1640                                       | Gevelsteen 1640                                                      | onbekend                                                      | Achter de kerk, Museumtuin | steen                           |                   |
| 1643                                       | Aalmoezeniershuis of weeshuis                                        | onbekend                                                      | Spieringstraat | zandsteen                       |                   |
| 1649                                       | Gevelsteen Hofje van Arent Bosch                                     | onbekend                                                      | Achter de kerk, Museumtuin | steen                           |                   |
| 1649                                       | Waterspuwer                                                          | onbekend                                                      | Achter de kerk, Museumtuin | Belgisch hardsteen              |                   |
| 16/17e eeuw                                | Gevelstenen Diverse                                                  | onbekend                                                      | Achter de kerk, Binnenplaats Museum                                                                                               |                                 | Meer afbeeldingen |
| 16/17e eeuw                                | Sint Elisabeth Gasthuis                                              | onbekend                                                      | Achter de kerk, Museumtuin | zandsteen                       |                   |
| 1665                                       | Stadswapen                                                           | onbekend                                                      | Oosthaven | steen                           |                   |
| 1668                                       | Het weegbedrijf                                                      | Bartholomeus Eggers                                           | Markt - De Waag | marmer                          |                   |
| 1693                                       | Swanenburghs                                                         | onbekend                                                      | Achter de kerk, Museumtuin | steen                           |                   |
| 1695                                       | Wijsheid (ook wel Voorzichtigheid) en Standvastigheid                | Jan Gijselingh (de jonge)                                     | Achter de kerk, Museumtuin |                                 |                   |
| 1735                                       | Gekroonde Baars                                                      | onbekend                                                      | Achter de kerk, Museumtuin | steen                           |                   |
| 1739                                       | Wapen van Gouda                                                      | onbekend                                                      | Achter de kerk, Museumtuin | steen                           |                   |
| 1849                                       | De Drie Notenboomen'                                                 | onbekend                                                      | Kattensingel |                                 |                   |
| 1853                                       | Gedenkteken voor Anna Barbara van Meerten-Schilperoort               | Jean Theodore Stracké                                         | Sint-Janskerk | natuursteen                     |                   |
| 1880                                       | Monument gebroeders Cornelis en Frederik de Houtman                  | Franciscus Xaverius Stracké                                   | Houtmansplantsoen | natuursteen en brons            | Meer afbeeldingen |
| 1895                                       | Gedenkteken A. A. van Bergen IJzendoorn                              | Willem Kromhout                                               | Houtmansplantsoen | Rood graniet                    | Meer afbeeldingen |
| 1900                                       | Diverse portretten, waaronder vier van boerenleiders                 | Christiaan Petrus Clemens                                     | Blekerssingel 55, 56 en 57 | natuursteen                     |                   |
| begin 20e eeuw                             | De pijproker                                                         | Willem Hendrik van Norden                                     | Station | aardewerk                       |                   |
| 1902 - 1904                                | Maria en Jozef                                                       | onbekend                                                      | Gouwekerk, Hoge Gouwe 39 |                                 |                   |
| 1906                                       | Tegeltableau Elektrisch Licht                                        | Koninklijke Fabriek van muurtegels Jan van Hulst te Harlingen | Lange Tiendeweg 18 |                                 |                   |
| 1907                                       | Petrus Claudius Theodorus Malingré                                   | onbekend                                                      | Westhaven 33 |                                 |                   |
| 1910                                       | Andrinus Antonie Gijsbertus van Iterson                              | onbekend                                                      | Bleulandweg (binnentuin ziekenhuis)                                                                                               |                                 |                   |
| 1910                                       | Tegeltableau Vergezicht op Parijs                                    | Plateelbakkerij Zuid-Holland                                  | Markt 10 |                                 |                   |
| 1911                                       | Tegeltableau met plantmotief                                         | Plateelbakkerij Zuid-Holland                                  | Westhaven 38 |                                 |                   |
| 1918                                       | Tegeltableau                                                         | onbekend                                                      | Raam (Koningshof) | aardewerk                       |                   |
| 1918 ?                                     | Tegeltableau pottendraaier                                           | Daniel Harkink                                                | Raam (Koningshof) | aardewerk                       |                   |
| 1920                                       | De Blaauwe Haan (met 2 a's)                                          | Gijsbertus van Mourik ?(1879-1953)                            | Kattensingel 62 | hout                            |                   |
| 1923                                       | Decoraties Rotterdamsche Bank                                        | Eline Cremers                                                 | Oosthaven 1/2 | steen                           |                   |
| 1930                                       | Steenbok                                                             | H. de Meer                                                    | Kadeschool Elisabeth Wolffstraat                                                                                                  | steen                           |                   |
| 1939                                       | Kat op het dak                                                       | Jan van Breukelen                                             | Molenwerf 30 | brons                           |                   |
| 1940                                       | Dirck Volkertsz. Coornhert                                           | Theo van Reijn                                                | Oosthaven 17 | zandsteen                       |                   |
| 1941                                       | Gedenkbank van het depot wielrijders                                 | onbekend                                                      | Fluwelensingel/Nieuwe Veerstal/ Houtmansplantsoen                                                                                 | steen                           | Meer afbeeldingen |
| 1948                                       | Winthondt                                                            | Maarten Witte van Leeuwen                                     | Hoge Gouwe 47 | keramiek                        |                   |
| 1948                                       | Sint-Joris en de draak                                               | Oswald Wenckebach                                             | westelijke zijgevel van het stadhuis                                                                                              | Franse kalksteen                | Meer afbeeldingen |
| 1948                                       | Zonder titel                                                         | Hermanus Gerardus Jacob Schelling en dhr. Winkelman           | Station | brons                           |                   |
| 1949                                       | Dirck en Wouter Crabeth                                              | Jo Uiterwaal                                                  | Museumtuin | zandsteen                       | Meer afbeeldingen |
| 1949                                       | Beeldengroep station                                                 | Jo Uiterwaal                                                  | Stationsplein | gebakken grès-aardewerk         |                   |
| 1949                                       | Beelden station Gouda                                                | Jo Uiterwaal                                                  | Stationsplein |                                 |                   |
| 1949 (1983 verwijderd, herplaatst in 2022) | Vier godinnen                                                        | Jo Uiterwaal                                                  | Stationsplein (fietsenstalling)                                                                                                   |                                 |                   |
| 1950                                       | Desiderius Erasmus                                                   | Hildo Krop                                                    | Willem Vroesentuin | brons                           | Meer afbeeldingen |
| 1950 of 1961                               | Zonder titel                                                         | Janny Brugman-de Vries                                        | Nonnenwater | keramiek                        |                   |
| 1951                                       | Leeuw                                                                | George Adam Graff                                             | Stadhuis (top achtergevel) | steen                           |                   |
| 1952                                       | Ad van der Steur                                                     | Katinka van Rood                                              | westelijke zijgevel van het stadhuis                                                                                              | zandsteen                       |                   |
| 1952                                       | Karel Frederik Otto James                                            | Katinka van Rood                                              | westelijke zijgevel van het stadhuis                                                                                              | zandsteen                       |                   |
| 1952                                       | Walvis                                                               | Katinka van Rood                                              | oostelijke zijgevel van het stadhuis                                                                                              | zandsteen                       |                   |
| 1955                                       | Zonder titel                                                         | Anno Smith                                                    | Willem de Zwijgersingel | keramiek                        |                   |
| 1955                                       | de barmhartige Samaritaan                                            | Han Wezelaar                                                  | Bleulandweg, (Groene Hart ziekenhuis)                                                                                             | brons                           |                   |
| 1958                                       | De prinses met de gouden bal                                         | Corinne Franzén-Heslenfeld                                    | Winterdijk | kalksteen                       |                   |
| 1958                                       | Watervogels                                                          | Joop Hekman                                                   | Winterdijk | brons                           |                   |
| 1958                                       | Watervogels                                                          | Joop Hekman                                                   | Winterdijk | brons                           |                   |
| 1959                                       | Sint Lucia                                                           | Corinne Franzén-Heslenfeld                                    | Buurtje | beton                           | Meer afbeeldingen |
| 1959                                       | Kinderfiguurtje                                                      | Pieter d'Hont                                                 | Bedrijfsterrein Cargill | zandsteen                       |                   |
| 1815                                       | Joods poortje                                                        | Jobs Wertheim                                                 | Raoul Wallenbergplantsoen | diverse materialen              | Meer afbeeldingen |
| 1960                                       | Het Indiaantje                                                       | Adri Blok                                                     | Klein Amerika | brons                           | Mer afbeeldingen  |
| 1960                                       | De Phoenix                                                           | Fred Carasso                                                  | Oranjeplein | brons                           | Meer afbeeldingen |
| circa 1960                                 | 't Grendeltje                                                        | Cees Broehs                                                   | Lange Tiendeweg 21 | steen                           |                   |
| 1961                                       | Zonder titel                                                         | Gra Rueb                                                      | Boelekade | natuursteen                     |                   |
| 1961                                       | Sol scientiae illustrator en In hoc sign vonces (Studeren en geloof) | Krijn van Dijke                                               | Heemskerkstraat 105 | staal                           |                   |
| 1963                                       | Zonder titel                                                         | Josje Smit                                                    | Krugerlaan | keramiek                        |                   |
| 1964                                       | De ontheemden                                                        | Albert Stewart                                                | Dunantsingel / Bernadottelaan | brons                           |                   |
| 1964                                       | Zonder titel                                                         | onbekend                                                      | Kanaalstraat | keramiek                        |                   |
| 1964                                       | Zonder titel Steenmozaïek, touwtrekkers                              | Berend Hendriks                                               | Joubertstraat | baksteen                        |                   |
| 1964                                       | Steenmozaïek (01)                                                    | Berend Hendriks                                               | Vrijheidslaan | baksteen                        |                   |
| 1964                                       | Steenmozaïek (02)                                                    | Berend Hendriks                                               | Vrijheidslaan | baksteen                        |                   |
| 1964                                       | Twee kolommen(Pylonen)                                               | Gerard van Remmen                                             | Thorbeckelaan (oorspronkelijk Willem de Zwijgersingel)                                                                            | natuursteen                     | Meer afbeeldingen |
| 1965                                       | Het toernooigevecht                                                  | Eric Claus                                                    | Achter de Kerk, Museumtuin | brons                           |                   |
| 1965                                       | Bloem                                                                | Piet Schoenmakers                                             | Buncheweg/Bernadottelaan | beton                           | Meer afbeeldingen |
| 1965                                       | Zonder Titel                                                         | Cor Dam                                                       | De Kortestraat | keramiek                        |                   |
| 1966                                       | De drie Springers                                                    | Oswald Wenckebach                                             | Sportlaan | brons                           |                   |
| 1966                                       | Zonder titel                                                         | André Volten                                                  | Groen van Prinsterersingel / Calslaan                                                                                             | staal                           |                   |
| 1967                                       | Grootvogel                                                           | Cephas Stauthamer                                             | Crabethpark | brons                           |                   |
| 1967                                       | Wandsculptuur                                                        | Piet Schoenmakers                                             | Aalberseplein, LS De Bijenkorf | keramiek                        |                   |
| eind jaren 1960                            | In de Spieringen                                                     | Cees Broehs                                                   | Spieringstraat 6 | steen                           |                   |
| 1970                                       | Uiltje                                                               | Sonja Meijer                                                  | Moreauhof | brons                           | Meer afbeeldingen |
| 1970                                       | Orpheus op weg naar Euridice                                         | Sonja Meijer                                                  | Van Bergen IJzendoornpark | brons                           | Meer afbeeldingen |
| 1972                                       | De Steltlopers                                                       | Lise Ketterrer                                                | Bogen nabij het Binnenhavenmuseum                                                                                                 | brons                           | Meer afbeeldingen |
| 1972                                       | De panda's                                                           | Ineke van Dijk                                                | Schubertplein | brons                           |                   |
| 1972                                       | Twee cirkels                                                         | Ad Dekkers                                                    | langs de rijksweg A12 | beton                           | Meer afbeeldingen |
| 1973                                       | Gewrichten                                                           | Gerard Bruning                                                | Groene Hart Ziekenhuis Bleulandweg                                                                                                | brons                           |                   |
| 1974                                       | Living-stone (deel1)                                                 | Maarten Witte van Leeuwen                                     | Livingstonelaan | keramiek                        |                   |
| 1974                                       | Living-stone (deel 2)                                                | Maarten Witte van Leeuwen                                     | Livingstonelaan | keramiek                        |                   |
| 1974                                       | Zeven kikkers                                                        | Gerard Logman                                                 | Kikkerpad/ Boerensloot | brons                           | Meer afbeeldingen |
| 1975                                       | keramisch reliëf met sportattributen                                 | Piet Schoenmakers                                             | Hoogenburg 26 (gymzaal De Sleutel)                                                                                                | keramiek                        | Meer afbeeldingen |
| 1976                                       | Gheraert Leeu                                                        | Roel Bendijk                                                  | Willem Vroesenplein | brons                           | meer afbeeldingen |
| 1976                                       | De kikker                                                            | Ineke van Dijk                                                | De Baan | brons                           |                   |
| 1977                                       | Christoffel                                                          | Cees Broehs                                                   | Agnietenkapel (Gouda), Nieuwe Markt 100                                                                                           |                                 |                   |
| 1977                                       | Stadhuis van Gouda                                                   | Cees Broehs                                                   | Agnietenkapel (Gouda), Nieuwe Markt 100                                                                                           |                                 |                   |
| 1979                                       | De Spuitgast                                                         | Sonja Meijer                                                  | Nieuwehaven | brons                           | Meer afbeeldingen |
| 1979                                       | Zonder titel (relatie mens-water)                                    | Maja van Hall                                                 | P.C. Hooftstraat | brons                           |                   |
| 1979                                       | Zonder titel                                                         | Cees Broehs                                                   | Lethmaetstraat | Franse kalksteen                |                   |
| 1979                                       | De ganzen                                                            | Ineke van Dijk                                                | Groene Hart Ziekenhuis, Bleulandweg                                                                                               | brons                           |                   |
| 1970-1980                                  | Baksteenrelief                                                       | Jackie Bouw                                                   | Adriaen Gerridsz de Vrijestraat 1, (basisschool)                                                                                  | baksteen                        |                   |
| jaren 80 van de 20e eeuw                   | Zonder titel                                                         | Willem Hesseling                                              | Bedrijfsterrein Cargill | staal                           |                   |
| 1981                                       | Bronzen bollen                                                       | Sjaak van Rhijn                                               | Crabethpark (oorspronkelijk De Rijkestraat)                                                                                       | brons                           |                   |
| 1982                                       | Zonder titel                                                         | Cor van Dijk                                                  | Calslaan | staal                           |                   |
| 1982                                       | De reigers                                                           | Ineke van Dijk                                                | Ridder van Catsweg | brons                           |                   |
| 1983                                       | Teken                                                                | Cees Broehs                                                   | Groenhovenpark | Franse kalksteen                |                   |
| 1983                                       | Hump Back                                                            | Peter Tredgett                                                | Groenhovenpark | brons                           |                   |
| 1983                                       | Zandruiter                                                           | Cor Jong                                                      | Groenhovenpark | brons                           |                   |
| 1983                                       | Denken, voelen, willen                                               | Doorlie Gerdes                                                | Ridder van Catsweg | brons                           |                   |
| 1984                                       | De Eendragt                                                          | Jan Schouten                                                  | Nieuwehaven | steen                           |                   |
| 1984                                       | Rietgors                                                             | onbekend                                                      | Steenhouwershuis | steen (gepolychromeerd)         |                   |
| 1985                                       | Samenwerking                                                         | Ineke van Dijk                                                | Bedrijfsterrein Cargill | brons                           |                   |
| 1986                                       | De Sprong                                                            | Phons Keunen (1955)                                           | Sportlokaal Noord A | staal                           |                   |
| 1988                                       | De Kaasboerin                                                        | Ineke van Dijk                                                | Nieuwe Markt | brons                           | Meer afbeeldingen |
| 1988                                       | Zonder titel                                                         | Alfred Tempelman                                              | Klein Amerika | roestvast staal                 |                   |
| 1988                                       | Maria Magdalena                                                      | Gerard Bakker                                                 | In het Voormalig Maria Magdalenaconvent (later pesthuis, kazerne en veemarktrestaurant) - Kazernestraat/Korte Vest/Agnietenstraat | terrazzo en messing             | Meer afbeeldingen |
| 1989                                       | Zonder titel                                                         | Menno Meijer                                                  | Buurtje | roestvast staal                 |                   |
| 1989                                       | Noodgodskapel                                                        | Cor Jong                                                      | Westhaven | brons                           |                   |
| 1989                                       | Mouflon                                                              | Huib van den Hoven                                            | Spoorstraat/ Boelekade | brons                           | Meer afbeeldingen |
| 1990                                       | Vanitas                                                              | David van de Kop                                              | Wachtelstraat/ Turfsingel | keramiek                        |                   |
| 1990                                       | Salomo's oordeel                                                     | Eric Claus                                                    | Stadhuis | brons                           | Meer afbeeldingen |
| ca 1990                                    | Windvaan                                                             | onbekend                                                      | de la Reylaan (Zuidrandflat) |                                 |                   |
| 1991                                       | Vita                                                                 | Louise Schouwenberg                                           | Houtmansplantsoen | brons                           |                   |
| 1991                                       | Kat                                                                  | Steef Roothaan                                                | Fluwelensingel | brons                           |                   |
| 1991                                       | Zonder titel                                                         | Roberto Ruggiu                                                | Houtmansplantsoen | natuursteen en roestvast staal  |                   |
| 1991                                       | Cone                                                                 | Andy Goldsworthy                                              | Achter de Kerk, Museumtuin | leisteen                        |                   |
| 1991                                       | Zonder titel                                                         | Roel Bendijk                                                  | Nieuwe Gouwe O.Z. | roestvast staal                 |                   |
| 1991                                       | Zonder titel                                                         | Karien Vervoort                                               | Nieuwe Markt | cortenstaal en gietijzer        |                   |
| 1991                                       | Zonder titel                                                         | Margot Zanstra                                                | Schouwburg Boelekade | neon                            |                   |
| 1992                                       | Locks                                                                | Sjaak van Rhijn                                               | Mallegatsluis | graniet                         |                   |
| 1992                                       | Tafelbeeld                                                           | Hieke Luik                                                    | Achter de Kerk, Museumtuin | brons en travertijn             |                   |
| 1992                                       | Mono                                                                 | Hieke Luik                                                    | Achter de Kerk, Museumtuin | brons en travertijn             |                   |
| 1992                                       | Tafel                                                                | Kees Buckens                                                  | Poldermolenplein | natuursteen                     |                   |
| 1993                                       | Zonder titel                                                         | Pjotr Müller                                                  | Achter de Kerk, Museumtuin | natuursteen en gietijzer        |                   |
| 1993                                       | Zonder titel                                                         | Arjanne van der Spek                                          | Houtenstraat/Vest | ferrocement, beton en polyester |                   |
| 1993                                       | Een laatste confrontatie                                             | Hans Tutert                                                   | Mallegatsluis | ferrocement, steen en brons     |                   |
| 1993                                       | Zonder titel                                                         | Karien Vervoort                                               | Achter de Kerk, Museumtuin | brons en travertijn             |                   |
| 1993                                       | Cup of Socrates                                                      | Karien Vervoort                                               | Achter de Kerk, Museumtuin | brons en travertijn             |                   |
| 1993                                       | Tien banken                                                          | Joep van Lieshout                                             | Kanaalstraat | staal                           |                   |
| 1994                                       | De steenhouwer                                                       | Adriaan Rees                                                  | Achter de Kerk, Museumtuin | brons                           |                   |
| 1994 / 1995                                | Paalmuts                                                             | Pim Leefsma                                                   | Nieuwehaven (Sint Remeynsbrug) | metaal                          |                   |
| 1994                                       | Zonder titel Twee betonnen platen met RVS kabels                     | Marijke de Goey                                               | Jac. P. Thijsselaan 45 | beton en staal                  |                   |
| 1996                                       | Zonder titel                                                         | Frank Mandersloot                                             | Houtmansplantsoen | cortenstaal                     |                   |
| 1996                                       | Zonder titel                                                         | Jerome Symons                                                 | Groen van Prinsterersingel | natuursteen en plaatstaal       |                   |
| 1996                                       | Putdeksel: Nieuwehaven heropend                                      | TBS Soest                                                     | Nieuwehaven | gietijzer                       |                   |
| 1997                                       | De roos                                                              | Miriam Piña                                                   | Bleulandweg | polyester                       |                   |
| 1997                                       | Zonder Titel                                                         | Edith Cammenga                                                | Goejanverwelledijk | zeefdruk op laminaat            |                   |
| 1997                                       | Zonder Titel                                                         | Ralph Prins                                                   | Turfmarkt | plaquette                       |                   |
| 1998                                       | Man met Ezel 'Jack Ass'                                              | Gijs Assmann                                                  | Regentesseplantsoen / Lage Gouwe                                                                                                  | brons                           | Meer afbeeldingen |
| 1998                                       | Aalscholver                                                          | Ineke van Dijk                                                | Houtmansplantsoen | brons                           |                   |
| 1998                                       | De Samenwerking                                                      | Gedion Nyanhongo & Norbert Simons                             | Gerbrandyweg 8 | Springstone                     |                   |
| 2000                                       | Vogelvlucht                                                          | Jef Wishaupt                                                  | Bouwmeesterplein | brons                           |                   |
| 2000                                       | Familie van veertien bronzen beeldjes (fragment)                     | Karola Pezarro                                                | Goejanverwelledijk | brons                           |                   |
| 2002                                       | Gezicht op Gouda                                                     | Margot Berkman en Eline Janssens                              | Noothoven van Goorstraat | keramiek                        |                   |
| 2002                                       | labyrint                                                             | Marinus Boezem                                                | Burgemeester Jamesplein | zwart graniet                   |                   |
| 2002                                       | sterrenhemel                                                         | Marinus Boezem                                                | Burgemeester Jamesplein | zwart graniet                   |                   |
| 2003                                       | Vangrail rotondekunst                                                | Marcel Kronenburg                                             | rotonde Stolwijkersluis, N228 | vangrail                        | Meer afbeeldingen |
| 2003                                       | zonder titel (van Nieuwpoort kunstwerk)                              | Willem Hesseling                                              | Meridiaan 2 / Nieuwe Gouwe Oost-zijde                                                                                             | metaal                          |                   |
| 2005                                       | Another Time                                                         | Peter Tredgett                                                | Middenmolenplein (Irishof) |                                 |                   |
| 2005                                       | Impressie van de Veerstal omstreeks 1585                             | onbekend                                                      | Veerstal |                                 | Meer afbeeldingen |
| 2006                                       | Abstract object als symbool van arbeidsreïntegratie                  | Dick Hoogendoorn                                              | Zuider IJsseldijk | staal, aluminium, perspex       |                   |
| 2006                                       | De Meander                                                           | Hand Reijnders                                                | Groen van Prinsterersingel (schoolplein de Meander)                                                                               | hardsteen, keien                | Meer afbeeldingen |
| 2009                                       | Wave                                                                 | Menno Meijer                                                  | Museumtuin | edelstaal                       |                   |
| 2010                                       | Monument voor de onbekende kunstenaar                                | Piet van Mook                                                 | Museumtuin | roestvast staal                 |                   |
| 2011                                       | Badgasten                                                            | Jaap van Vlaardingen                                          | Hoogstraat (dak aan de achterzijde)                                                                                               | kunststof op een stalen frame   |                   |
| 2011                                       | Monument tegen zinloos geweld (Mariëlla de Geus)                     | onbekend                                                      | Sint Mariewal/Verlorenkost | glas en steen                   | Meer afbeeldingen |
| 2012                                       | Aalscholvers                                                         | Marrianne Waalwijk-van der Spree                              | Van Bergen IJzendoornpark | brons                           |                   |
| 2012                                       | Toon Pille                                                           | onbekend                                                      | Burgemeester Jamessingel | steen                           | Meer afbeeldingen |
| 2012                                       | Goudse helden geëmailleerde portretten van tien Goudse helden        |                                                               | Kleiweg 28 | emaille, staal                  |                   |
| 2014                                       | Vol Vertrouwen                                                       | Lothar Vigelandszoon                                          | In de patio van het Groene Hart Ziekenhuis aan de Bleulandweg                                                                     | brons                           |                   |
| 2015                                       | Le Fossile Noir                                                      | Rob Schreefel                                                 | Van Bergen IJzendoornpark | graniet                         |                   |
| 2015                                       | Leo Vroman                                                           | Jeroen Henneman                                               | Dak van de Chocoladefabriek, Klein Amerika 20                                                                                     | Staal                           |                   |
| 2015                                       | Terrazzo                                                             | Pim Leefsma                                                   | H.J. Nederhorststraat |                                 |                   |
| 2015                                       | Ezel                                                                 | Tom Claassen                                                  | Museumtuin | gietstaal                       |                   |
| 2016                                       | Weerzien                                                             | Edwin Vreeken                                                 | Raoul Wallenbergplantsoen |                                 |                   |
| 2018                                       | Optimist                                                             | Lothar Vigelandzoon                                           | Groene Hart Ziekenhuis | brons                           |                   |
| 2018                                       | Regenten sofa                                                        | Mieke de Haan                                                 | Regentesseplantsoen | beton, mozaiek                  |                   |
| 2019                                       | Diversiteits Sofa                                                    | Mieke de Haan en Wolkenvanger                                 | Erasmusplein | beton, mozaiek                  |                   |
| 2021                                       | Mozaïek-sofa                                                         | onbekend                                                      | Van Bergen IJzendoornpark | beton, mozaiek                  |                   |
| 2021                                       | PlateelSofa                                                          | Marlinda Weijers                                              | Turfmarkt/Kleiweg | beton, mozaiek                  |                   |
| 2021                                       | Bijenraten                                                           | Dave Harmsworth                                               | Aalberseplein LO De Bijenkorf | hout                            |                   |
| 2021                                       | Saying Hi and Goodbey                                                | Henrique van Putten                                           | Goudse Hout | kunststof                       |                   |
| 2022                                       | 50 Goudse Iconen                                                     | meerdere personen / groepen                                   | verspreid door Gouda | beton / verf                    | Meer afbeeldingen |
| 2023                                       | De Telepoort                                                         | Joyce de Grauw, Paul van den Berg van Atelier ARI             | Stationsplein | metaal                          | Meer afbeeldingen |
| 2024                                       | Madame Zevenburg                                                     | onbekend                                                      | Vlietenburg | cortenstaal                     |                   |
| onbekend                                   | De danseres                                                          | Gerard Bakker                                                 | Van Bergen IJzendoornpark | brons                           |                   |
| onbekend                                   | Sluierdans                                                           | Gerard Bakker                                                 | Museumtuin, Museum Gouda | brons                           |                   |
| onbekend                                   | Het Koperen boek                                                     | Gerard Bakker                                                 | Weeshuis Gouda (hotel) | koper                           |                   |
| onbekend                                   | Indië monument                                                       | onbekend                                                      | westelijke zijgevel van het stadhuis                                                                                              | marmer                          |                   |
| onbekend                                   | Samenwerking                                                         | Henri Louis Levasseur                                         | Graaf Florisweg (Ambachtsschool, appartementengebouw)                                                                             | brons                           |                   |
| onbekend                                   | Druiventros, klimmend hert en vijzel                                 | onbekend                                                      | 't Grendeltje (achterzijde) | steen (gepolychromeerd)         |                   |
| onbekend                                   | Springende vos                                                       | onbekend                                                      | Achter de Kerk, Museumtuin | steen                           |                   |
| onbekend                                   | Scheepje                                                             | onbekend                                                      | Achter de kerk, Museumtuin | steen                           |                   |
| onbekend                                   | Geloof, Hoop en Liefde                                               | onbekend                                                      | Achter de kerk, Museumtuin | steen                           |                   |
| onbekend                                   | Voor koning en vaderland                                             | onbekend                                                      | Achter de kerk, Museumtuin | steen                           |                   |
| onbekend                                   | Gekroonde vis                                                        | onbekend                                                      | Molenwerf | steen                           |                   |
| onbekend                                   | Gaper                                                                | onbekend                                                      | Gevel Museum Gouda |                                 |                   |
| onbekend                                   | Gaper                                                                | onbekend                                                      | Wijdstraat 31 |                                 |                   |
| onbekend                                   | Zon                                                                  | onbekend                                                      | Magazijn De Zon |                                 |                   |
| onbekend                                   | WB                                                                   | onbekend                                                      | Oosthaven 37 | steen                           |                   |
| onbekend                                   | Drie Vogels in vlucht                                                | Sonja Meijer                                                  | Conventstraat |                                 |                   |
| onbekend                                   | onbekend                                                             | onbekend                                                      | Jan van Renesseplein 1 (Coorhert gymnasium)                                                                                       |                                 |                   |
| onbekend                                   | Samenwerken ooievaars op nest                                        | Ineke van Dijk                                                | Lekkenburg 4 |                                 |                   |
| onbekend                                   | Figuur op één been                                                   | onbekend                                                      | Omlooppad |                                 |                   |
| onbekend                                   | Hier waak ik (waakhond)                                              | Loes Diephuis                                                 | Goudasfalt |                                 |                   |
| onbekend                                   | Pinkeltje                                                            | onbekend                                                      | De Kempenaerstraat 2 | keramiek                        |                   |
| onbekend                                   | Gevelornament                                                        | onbekend                                                      | Ronseweg 557 (Driestar College)                                                                                                   | keramiek                        |                   |
| onbekend                                   | Zittende eekhoorn                                                    | Agnes Berck                                                   | Oosthoef (OBS Het Groene eiland)                                                                                                  | granito                         |                   |
| onbekend                                   | Hand                                                                 | Ineke van Dijk                                                | Bosboom Toussaintkade (speeltuintje)                                                                                              |                                 |                   |
| onbekend                                   | De 12 stenen                                                         | Madeleine Bosscher                                            | Ronsseplein 2 /Bleulandweg |                                 |                   |
| onbekend                                   | onbekend                                                             | Roel Bendijk                                                  | Calslaan 101 (binnen sporthal de Mammoet)                                                                                         | hout?                           |                   |
| onbekend                                   | 3 m3 Xbloc golfbreker element                                        | onbekend                                                      | H.J. Nederhorststraat |                                 |                   |
| onbekend                                   | onbekend                                                             | onbekend                                                      | H.J. Nederhorststraat |                                 |                   |

## Verwijderde of gesloopte beelden
| Geplaatst | Omschrijving                                                                 | Kunstenaar               | Straat                                         | Materiaal       | Afbeelding |
| --------- | ---------------------------------------------------------------------------- | ------------------------ | ---------------------------------------------- | --------------- | ---------- |
| 1953      | Stijkelgroep (replica)                                                       | Marian Gobius            | tuin Verzetsmuseum                             | zandsteen       |            |
| 1961      | Totempaal                                                                    | Dick Elffers             | Snoystraat                                     | keramiek        |            |
| 1961      | Kangoeroe                                                                    | Janneke Ducro-Kruijer    | Van Heuven Goedhartsingel                      | graniet         |            |
| 1964      | Bevrijding                                                                   | Berend Hendriks          | Verzetslaan                                    | baksteen        |            |
| 1984      | Wilhelmina (replica)                                                         | Carol Cairns             | tuin Verzetsmuseum                             | brons           |            |
| 1985      | Leidse vrouwen uit het verzet (replica)                                      | Truus Menger-Oversteegen | tuin Verzetsmuseum                             | brons           |            |
| 1987      | Indisch monument (ontwerp)                                                   | Rudi Augustinus          | tuin Verzetsmuseum                             | brons           |            |
| 1988      | Joodse Alphense Vervolgingsslachtoffers (replica)                            | Dick Elffers             | tuin Verzetsmuseum                             | steen           |            |
| 1988      | Indisch monument (replica)                                                   | Jaroslawa Dankowa        | tuin Verzetsmuseum                             | brons           |            |
| 1972      | Twee generaties (verwijderd)                                                 | Wim Gaanderse            | Markt                                          | roestvast staal |            |
| 1973      | Zonder Titel (verwijderd door de eigenaar, de oude apotheker)                | Ineke van Dijk           | Dunantsingel                                   | brons           |            |
| 1986      | Zonder titel(vernietigd)                                                     | Marijke de Goey          | Bleulandweg                                    | staal           |            |
| 1989      | De Zachtmoedige weerbaarheid (of: de paradijsvogel) (verwijderd en vernield) | Pim Leefsma              | Houtmansgracht                                 | ferrocement     |            |
| 1991      | Le coeur à ses raisons que la raison ne connait pas (verwijderd)             | Eduard Wind              | Hof van Jansenius / Regenteseplantsoen         | brons           |            |
| 1991      | Phyllotaxis, (verwijderd in 2020)                                            | Sjoerd Buisman           | Korte Vest                                     | brons           |            |
| 1994      | Zonder Titel, (verwijderd, locatie onbekend)                                 | Steef Roothaan           | Hanzeweg (bij het afgebroken belastingkantoor) | beton           |            |